# Fédération éthiopienne de football
La Fédération d'Éthiopie de football (Ethiopian Football Federation (en) EFF) est une association regroupant les clubs de football d'Éthiopie et organisant les compétitions nationales et les matchs internationaux de la sélection d'Éthiopie.
La fédération nationale d'Éthiopie est fondée en 1943. Elle est affiliée à la FIFA depuis 1953 et est membre de la CAF depuis 1957.